# Olivier Vliegen
Olivier Vliegen (Bree, 7 febbraio 1999) è un calciatore belga, portiere dello Jong Genk.

## Carriera
Cresciuto nei settori giovanili di Verbroedering Maasmechelen, Standard Liegi, Genk ed Anderlecht, nel 2018 viene acquistato dai cechi dello Slovan Liberec. Nell'agosto del 2020, dopo due anni trascorsi nel club biancazzurro senza aver mai disputato alcun incontro ufficiale, viene ceduto in prestito al Graffin Vlašim, in seconda divisione; dopo cinque presenze, nel febbraio del 2021 viene richiamato e subito nuovamente girato in prestito, questa volta al Senica, formazione militante nella massima serie slovacca, categoria in cui gioca 11 partite. Rientrato alla base, il 9 aprile 2022 ha esordito con lo Slovan Liberec, in occasione dell'incontro di 1. liga pareggiato per 0-0 contro il Bohemians 1905. Nel corso della stagione 2021-2022 gioca in totale cinque partite nella prima divisione ceca, venendo riconfermato in rosa anche per la stagione successiva, nella quale scende in campo con maggiore regolarità.

## Statistiche

### Presenze e reti nei club
Statistiche aggiornate al 9 ottobre 2022.
| Stagione        | Squadra         | Campionato      | Campionato | Campionato | Coppe nazionali | Coppe nazionali | Coppe nazionali | Coppe continentali | Coppe continentali | Coppe continentali | Altre coppe | Altre coppe | Altre coppe | Totale | Totale |
| Stagione        | Squadra         | Comp            | Pres       | Reti       | Comp            | Pres            | Reti            | Comp               | Pres               | Reti               | Comp        | Pres        | Reti        | Pres   | Reti   |
| --------------- | --------------- | --------------- | ---------- | ---------- | --------------- | --------------- | --------------- | ------------------ | ------------------ | ------------------ | ----------- | ----------- | ----------- | ------ | ------ |
| ago.-dic. 2020  | Graffin Vlašim  | FNL             | 5          | -3         | CRC             | 1               | -1              |                    | -                  | -                  |             | -           | -           | 6      | -4     |
| feb.-giu. 2021  | Senica          | SL              | 0+11       | 0 + -10    | CS              | -               | -               |                    | -                  | -                  |             | -           | -           | 11     | -10    |
| 2021-2022       | Slovan Liberec  | 1L              | 3+2        | -3 + -3    | CRC             | 1               | -2              |                    | -                  | -                  |             | -           | -           | 6      | -8     |
| 2022-2023       | Slovan Liberec  | 1L              | 11         | -14        | CRC             | 0               | 0               |                    | -                  | -                  |             | -           | -           | 11     | -14    |
| Totale carriera | Totale carriera | Totale carriera | 32         | -33        |                 | 2               | -3              |                    | -                  | -                  |             | -           | -           | 34     | -36    |